# Quercus parvula
Quercus parvula és una espècie de roure perennifoli de la família de les fagàcies. Està classificada en la secció dels roures vermells de l'Amèrica del Nord, Amèrica Central i el nord d'Amèrica del Sud, que tenen els estils llargs, les glans maduren en 18 mesos i tenen un sabor molt amarg. És de fulla perenne i les fulles solen tenir lòbuls amb les puntes afilades, amb pels o amb pues en el lòbul.

## Descripció
Q. Parvula difereix morfològicament del seu parent proper Q. wislizeni de les següents maneres:
- Les làmines foliars són més grans, > (2)4 cm de llarg en lloc de < 4(6) cm
- Les làmines foliars són más primes, generalment < 0,26 mm a prop de l'àpex en lloc generalment de > 0,26 mm.
- Les branques de l'any en curs són de 5 cares en lloc de més o menys arrodonides en secció.
- Els pecíols de les fulles i les branques de l'any en curs són glabres a escassament pilosos, en lloc de moderadament a molt pilosos.
- Les puntes de les núcules són romes en lloc de ser més punxegudes.
- Els tricomes de la làmina de la fulla uniseriada glandular daurada abaxial, falten o són escassos en lloc de moderats a densos
- Els tricomes abaxials de la làmina de la fulla amb radiació múltiple, no hi són o són escasos a la vena mitjana en lloc d'ocasionals a comuns.
- Les venes secundàries de la làmina de la fulla s'eleven abaxialment en lloc d'elevar-se més o menys.

Q. parvula i Q. wislizeni mai produeix fulles recentment emergides amb una capa vellutada de tricomes bulbosos vermells a la superfície abaxial (superior). Això els separa de Q. kelloggii i ambdues varietats de Q. agrifolia que produeixen aquestes fulles.

## Distribució i hàbitat
És un endemisme dels Estats Units, on es distribueix en els vessants orientats al nord de l'Illa Santa Cruz i a les California Coast Ranges des del nord del comtat de Santa Barbara fins al comtat de Mendocino. Es va combinar taxonomicament amb Quercus wislizeni  fins a ressuscitar com a espècie separada per Kevin Nixon el 1980. El tipus nomenclatural  Q. parvula  var.  shrevei  (originalment descrit per C.H. Muller com a Q. shrevei) és al Canyó de Palo Colorado al comtat de Monterey.

## Ecologia
Q. parvula continental es troba de forma comuna amb o a prop de Sequoia sempervirens, i sovint a prop de Quercus agrifolia var. agrifolia i Notholithocarpus densiflorus.
Q. Parvula  difereix ecològicament de Q. wislizeni de les següents maneres:
- Illa o hàbitat costaner en lloc dels contraforts de la Sierra
- Associada amb Sequoia sempervirens en lloc de Pinus sabiniana

## Hibridació
Quercus parvula teòricament és capaç d'hibridar-se amb tots els altres roures vermells californians excepte l'elevació més alta del sud de Califòrnia Quercus agrifolia var. oxyadenia (sharpacorn oak) de la qual està separat per Transverse Ranges. No obstant això, el temps de floració generalment tardà de Q. parvula (abril-maig vers febrer-abril per a Q. kelloggii, Q. wislizeni i Q. agrifolia) poden limitar l'intercanvi genètic amb altres  Lobatae.

## Taxonomia
Quercus parvula va ser descrita per Edward Lee Greene i publicat a Pittonia 1(3): 40, a l'any 1887.
Etimologia
Quercus: nom genèric del llatí que designava igualment el roure i l'alzina.
parvula: epítet llatí que significa "molt petita".
Sinonímia
- Quercus parvula var. parvula
- Quercus wislizeni f. parvula (Greene) Trel.[2][8]

var. shrevei (C.H.Mull.) Nixon
- Quercus shrevei C.H.Mull.

Varietats
N'hi ha tres varietats de Q. parvula que són reconegudes actualment:
- Q. parvula var. parvula,[10] Roure de l'Illa Santa Cruz[9] - Illa Santa Cruz, Califòrnia. Treballs recents suggereixen que Q. parvula var. parvula podria ser Q. parvula var. shrevei x Q. wislizeni.
- Q. parvula var. shrevei,[3][11] Shreve oak[9] or forest oak[12] - centre i nord de la costa californiana. Si altres estudis avalen els problemes identificats recentment amb la var. parvula, es pot revisar aquest tàxon aQ. shrevei.
- Q. parvula var. tamalpaisensis, Tamalpais oak[13] - Comtat de Marin, Califòrnia. Aquest és un tàxon no vàlid. Estudis recents d'ADN han demostrat que el roure tamalpaisensis era un híbrid entre Q. wislizeni i Q. parvula var. shrevei.[1]